# Ariolimax californicus
Ariolimax californicus är en snäckart som beskrevs av James Graham Cooper 1872. Ariolimax californicus ingår i släktet Ariolimax och familjen skogssniglar. Inga underarter finns listade i Catalogue of Life.

## Bildgalleri

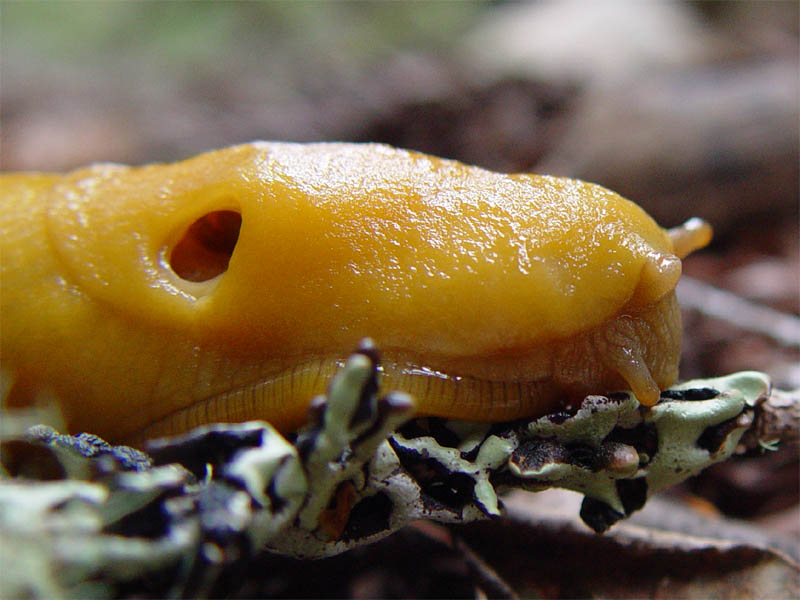
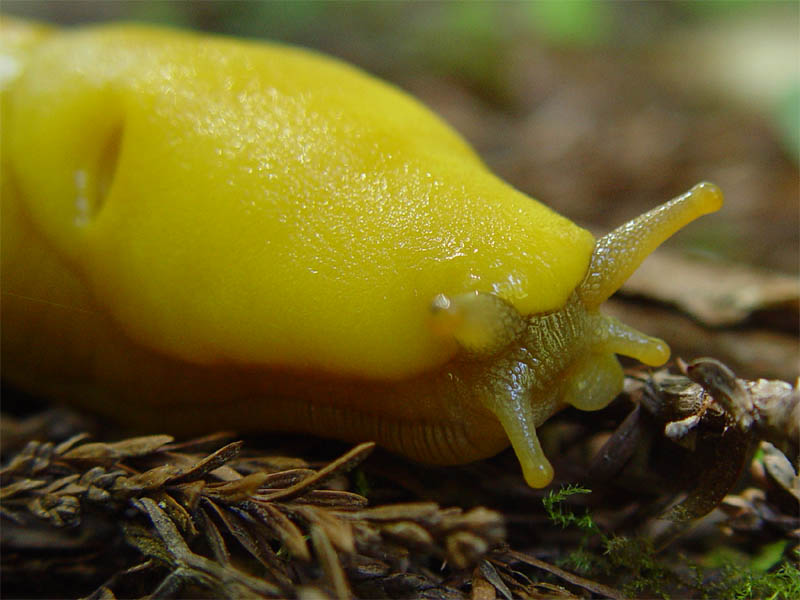
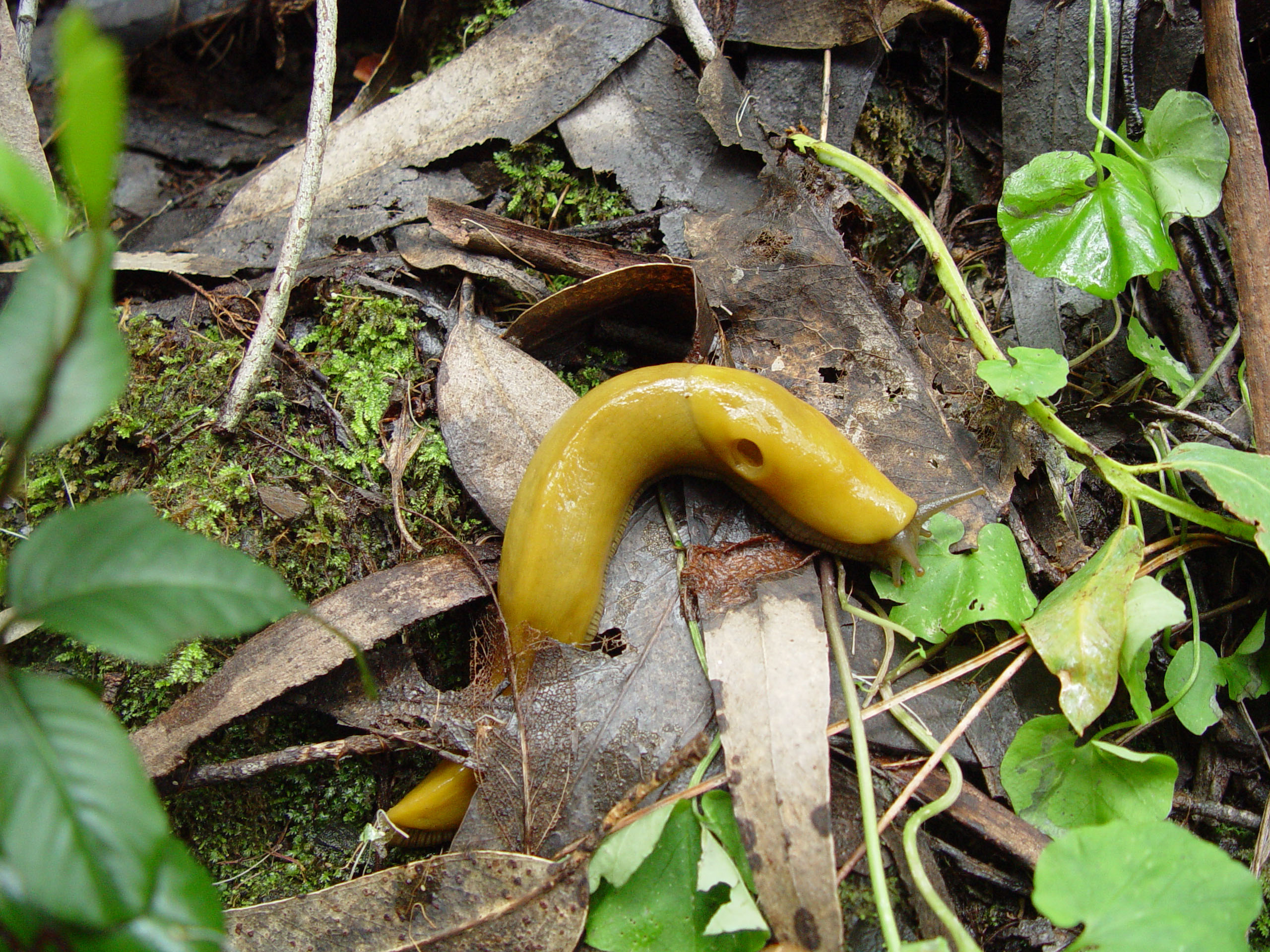
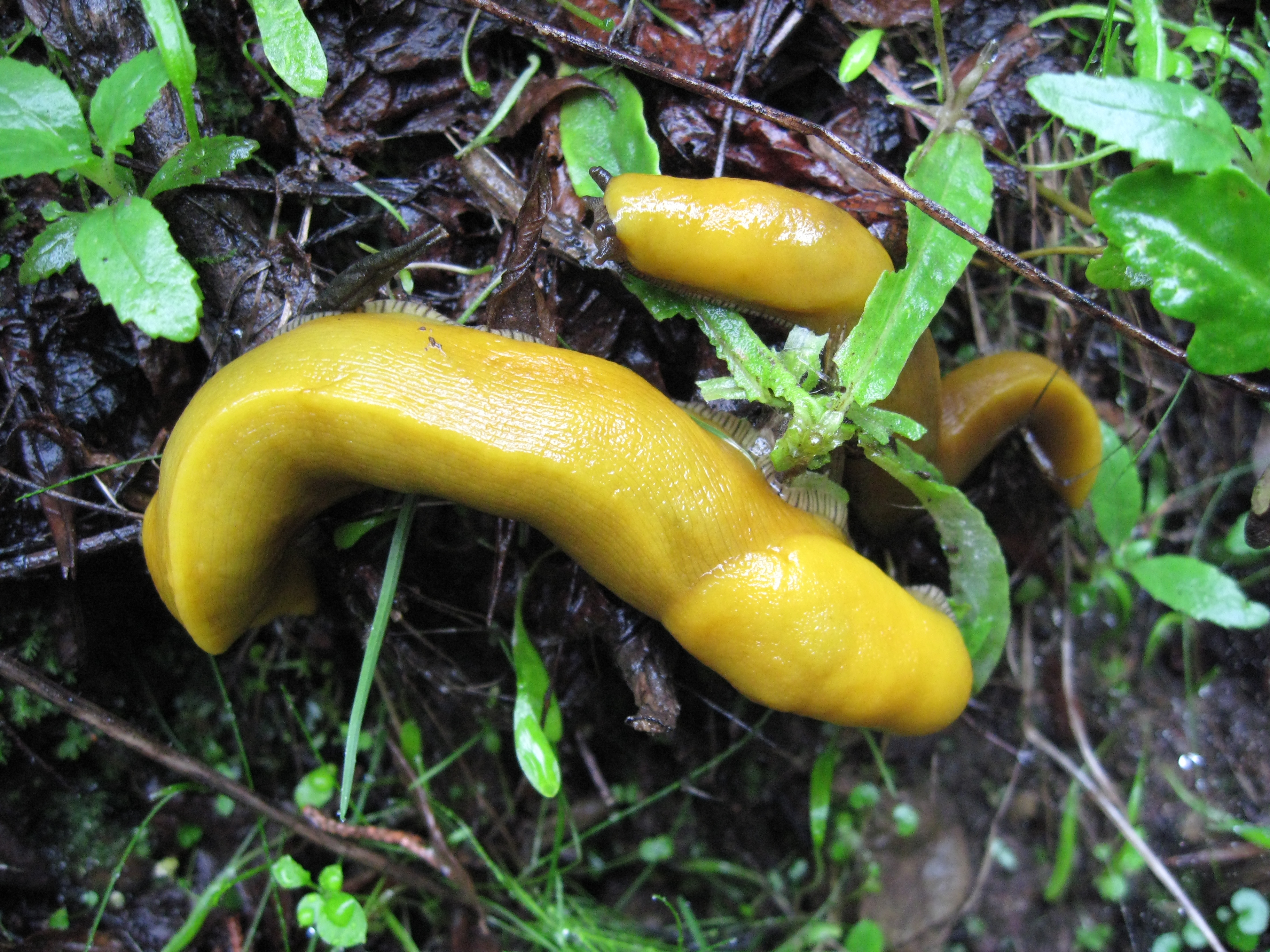